# Gelbe Orchideenmantis
Die Gelbe Orchideenmantis (Helvia cardinalis, Synonym: Parymenopus davisoni) ist eine Fangschrecke aus der Familie der Hymenopodidae und die einzige Art der somit monotypischen Gattung Helvia. Die südostasiatische Art ist vergleichsweise wenig erforscht. Das Männchen wurde schon im Jahr 1877 von Carl Stål beschrieben. Das Weibchen erhielt seine Beschreibung erst im Jahr 1890 durch James Wood-Mason, allerdings unter dem abweichenden Gattungs- und Artnamen Parymenopus davisoni. Die Zusammengehörigkeit der beiden „Arten“ wurde erst ab 2015 erkannt.

## Merkmale

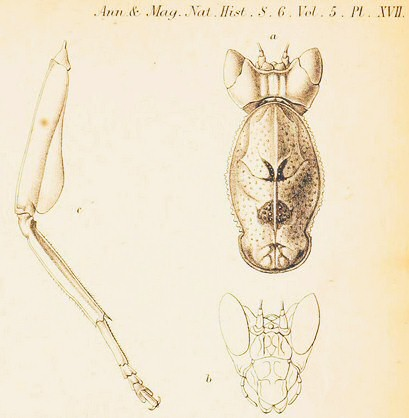
Illustration vom Kopf, dem Thorax und einem der Schreitbeine des Weibchens der Gelben Orchideenmantis von James Wood-Mason aus dem Jahr 1890.

Die Weibchen der Gelben Orchideenmantis erreichen eine Körperlänge von 45 mm, Männchen eine von 35 mm, womit die Gelbe Orchideenmantis ein kleinerer Vertreter der Fangschrecken ist. Die Grundfarbe der Art ist indischgelb. Die Gelbe Orchideenmantis zählt wie viele Arten der Familie Hymenopodidae zu den Blütennachahmern. Die Augen der Art sind kegelförmig zugespitzt und der Thorax (Brustabschnitt) vergleichsweise kurz. Mit vielen Fangschrecken weilt die Gelbe Orchideenmantis das Vorhandensein eines starken Sexualdimorphismus (Unterschied der Geschlechter).

### Weibchen
Der Halsschild (Pronotum), eine stark sklerotisierte Platte des ersten Brustsegments des Weibchens, ist schwach granuliert und an beiden Seiten leicht gezahnt. Diese Zähnchen werden in Richtung der Verjüngung des Pronotums kleiner, bis sie ganz verschwinden. Der Thorax verfügt über eine braune Zeichnung, darunter ein v-förmiger Fleck im Zentrum, darunter folgend eine schwarze Linie, die am Übergang zwischen Thorax (Brust) und Abdomen (Hinterleib) in einen weiteren annähernd halbkreisförmigen Fleck am hinteren Rand des Thorax übergeht. Im Zentrum des Thorax liegt ein brauner Punkt und an seinem hinteren Rand braune Linien, die jede einen Teil dieses Bereichs bedecken. Das Prosternum (vorderster Abschnitt des Sternums, bzw. der Brustplatte des Thorax) ist etwas heller gefärbt und verfügt ebenfalls über einen braunen Fleck, der annähernd halbmondförmig ist. Dieser Fleck ist nach vorne gerichtet und beginnt ab der Basis der Fangbeine, erstreckt sich über den Rand des Thorax und reicht bis in die hinteren Ecken des Pronotums.
Die Beine des Weibchens enthalten leichte Rottöne und besitzen an den Tibien (Beinschienen) nahe dem Übergang zu den Femora (Schenkel) blattartige Lappen, die nicht breiter als 1,5 Millimeter sind. Die Flügel überragen das Abdomen zu etwa einem Sechstel. Die Tegmina (Deckflügel) sind dreimal so lang wie breit und nach hinten hin zugespitzt. Deren Ränder sind ledrig, durchscheinend und zinnoberrot gefärbt. Ansonsten sind die Tegmina teilweise durchscheinend und besitzen ähnlich wie der Körper eine gelbe Grundfärbung. Außerdem zeigen sie drei lichtdurchlässige und sechs radiäre, grüne Punkte, die je zu zweit in drei Reihen angeordnet sind. Davon sind die beiden vorderen kleiner und erscheinen zusätzlich etwas bräunlich. Das hintere Flügelpaar ist bis zum Ende hin deutlich zugespitzter und lichtdurchlässiger als die Tegmina. Die Flügel sind cremefarben, obgleich der äußere Rand der Flügel rotgelblich erscheint und nach hinten einen dunkleren Farbton annimmt. Die Flügel des Weibchens sind zu kurz und geben ihm wie bei den meisten Fangschrecken keine gute Flugfähigkeit. Der Hinterleib des Weibchens ist braungelb und besteht aus sechs Segmenten, die keine Zeichnung aufweisen.

### Männchen
Das kleinere Männchen der Gelben Orchideenmantis zeigt eine deutlich schwächer ausgeprägte Grundfärbung und eine weniger kontrastreiche Zeichnung als das Weibchen. Es ist über die schmaler gebaut und besitzt anders als das Weibchen acht Abdominalsegmente. Das Männchen hat einen konkav geformten Thorax und längere Flügel und ist somit im Gegensatz zum Weibchen ein guter Flieger. Diesen geschlechtsspezifischen Unterschied in der Flugfähigkeit gibt es bei den meisten Fangschrecken.

### Ähnliche Arten

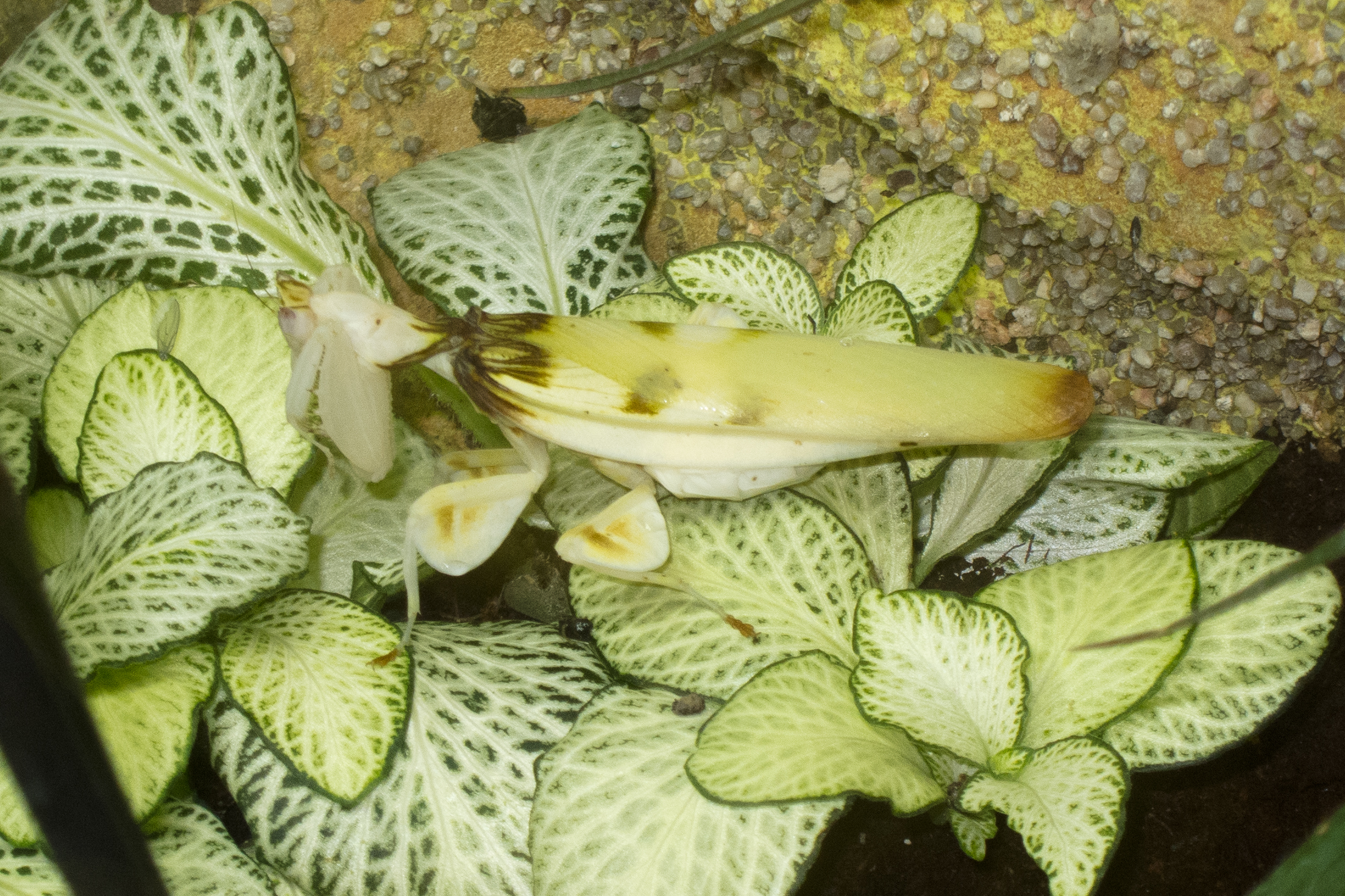
Die deutlich größere und näher verwandte Orchideenmantis (Hymenopus coronatus) ähnelt der Gelben Orchideenmantis.

Die Gelbe Orchideenmantis ähnelt der verwandten und wesentlich bekannteren Orchideenmantis (Hymenopus coronatus), die ebenfalls zur Familie der Hymenopodidae zählt. Die Gelbe Orchideenmantis unterscheidet sich von dieser jedoch abgesehen von der kleineren Größe und gelben Farbgebung durch die kleineren Lappen an den Beinen, dem Fehlen des Augenhöckers bei weiblichen Tieren und dem kürzeren Thorax.

## Vorkommen

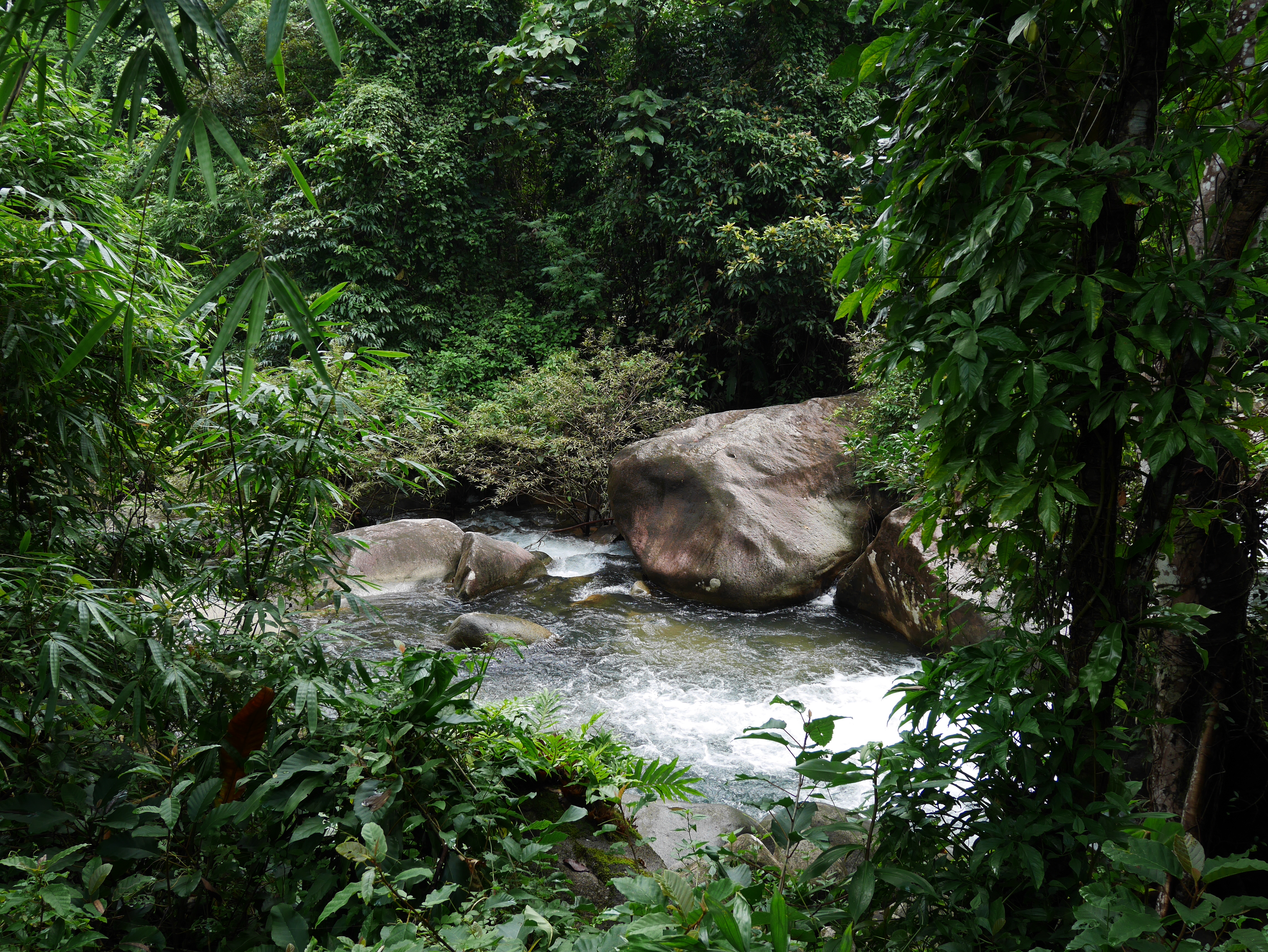
Regenwald im Nationalpark Nam Tok Phlio im östlichen Thailand, einer der Lebensräume der Gelben Orchideenmantis.

Die Gelbe Orchideenmantis ist auf der Malaiischen Halbinsel, auf Sumatra und Borneo verbreitet. Innerhalb dieser Gebiete bewohnt sie die tropischen Regenwälder. Sie lebt bevorzugt auf den Blüten verschiedener Pflanzen in Regenwäldern, auf denen sie sich gut tarnen kann. Fangschrecken, die verschiedene Anpassungen an diese Lebensweise aufweisen, werden als Blütenmantiden bezeichnet.

### Bedrohung und Schutz
Über mögliche Bestandsbedrohungen der Gelben Orchideenmantis existieren keine Angaben, da ihre Bestände von der IUCN nicht erfasst werden.

## Lebensweise
Die Gelbe Orchideenmantis ist wie viele Fangschrecken ein Lauerjäger, der sich überwiegend reglos in seinem Habitat verhält und potentielle Beutetiere blitzschnell mit den bedornten Fangarmen ergreift. Das Beuteschema umfasst überwiegend Gliederfüßer in passender Größe.

### Fortpflanzung
Das Balz- und das Paarungsverhalten der Gelben Orchideenmantis sind mit denen anderer Fangschrecken identisch. Die eigentliche Paarung kann drei bis vier Stunden in Anspruch nehmen. Aus den befruchteten Ootheken schlüpfen etwa vier Wochen nach Ablage jeweils etwa 15 bis 30 Jungtiere. Diese besitzen anfangs eine Länge von vier Millimetern und besitzen ein orange-schwarzes Aussehen, womit sie wie die Larven vieler Fangschrecken Ameisen imitieren, da diese von vielen potentiellen Räubern gemieden werden. Man spricht hier von Mimikry.

## Terraristik
Die Gelbe Orchideenmantis wird aufgrund ihres markanten Erscheinungsbilds, wie viele Fangschrecken, als Heimtier in der Terraristik gehalten, sie steht jedoch in ihrer Bekanntheit hinter der Orchideenmantis (Hymenopus coronatus) zurück. Die Haltung eines oder mehrerer Exemplare der Gelben Orchideenmantis ist allerdings nur Haltern mit Erfahrungen zu empfehlen, da die Art auf die genaue Einhaltung verschiedener Parameter wie Temperatur und Luftfeuchtigkeit angewiesen ist und überdies empfindlicher auf Komplikationen, etwa Schimmelbefall reagieren kann. Wie bei allen Regenwaldbewohnern muss auch hier für eine erfolgreiche Haltung die Temperatur und Luftfeuchtigkeit ihres natürlichen Habitats bestmöglich simuliert werden.

## Systematik
Die Gelbe Orchideenmantis wurde 1877 von Carl Stål anhand eines Männchens als Helvia cardinalis erstbeschrieben und ist außerdem die einzige und damit auch die Typusart der monotypischen Gattung Helvia. Die 1890 von James Wood-Mason als Parymenopus davisoni erstbeschriebene Art ist das Weibchen der Art. 1933 wurde auch das Männchen von Parymenopus davisoni beschrieben, das jedoch der etwas in Vergessenheit geratenen Beschreibung durch Carl Stål entspricht. Christian J. Schwarz entdeckte 2015 die Gleichheit der beiden Arten und übernahm wegen der Prioritätsregel des ICZN den älteren Namen Helvia cardinalis. Der somit als Synonym geltende wissenschaftliche Name Parymenopus davisoni wird für die Gelbe Orchideenmantis aber noch immer häufig verwendet.